# Макс фон Форкенбек
Максиміліан (Макс) Форкенбек (нім. Maximilian (Max) Franz August von Forckenbeck; 23 жовтня 1821, Мюнстер — 26 травня 1892, Берлін) — німецький юрист і ліберальний політик, який обіймав посаду бургомістра Берліна з 1878 року до своєї смерті. Його вважають одним з найважливіших мерів міста через його розважливий стиль управління під час підняття Берліна як столиці об'єднаної Німеччини.

## Біографія
Вивчав право в Гісені та Берліні. У 1847 році вступив на службу до суду в Ґлоґау.
З початку кар'єри заробив собі славу чудового адвоката і людини з поміркованими політичними переконаннями.
У 1858 році, під час «міністерства нової ери», Форкенбек був обраний Морунгене до прусської палати депутатів, в якій він зайняв місце у лавах ліберальної партії. У лавах партії він відразу завоював собі чільне місце, виявивши здатність розуміти дійсний стан речей (у момент загального ліберального захоплення міністерством нової ери він уже ясно бачив його слабкість; згодом у 1865 році він абсолютно чітко передбачив дві війни з Австрією і Францією).
Однак Форкенбек не був цілком задоволений своєю партією, знаходячи, що вона недостатньо різко підкреслює своє прагнення до єдності Німеччини. Зважаючи на це, він був одним з головних ініціаторів організації нової прогресистської партії (1860). Під час конфлікту (1862—1866) ландтагу з урядом Форкенбек постійно знаходив компроміси і способи для угод; він хотів викреслювати з бюджету не всі екстраординарні витрати (на реорганізацію армії), а лише частина їх, вимагаючи за те від уряду визнання бюджетного верховенства ландтагу; прагнення не давати «жодного гроша, ні однієї людини» цього міністерства (Бісмарку), висловлювалася лівим крилом прогресистської партії, було йому абсолютно чуже; йому здавалося, що це прирікало ландтаг на пасивну роль простого «Nein-sagen», яке не може і не повинно бути підставою реальної політики.
У 1866 році Форкенбека було обрано у ландтаг Кенінсберга, де він намагався домогтися повернення Пруссії на конституційну дорогу.
В той же рік його обрано на пост президента палати депутатів. Президентом він зробив чимало для урегулювання конфлікту.
У 1867 році Форкенбек був обраний в установчий рейхстаг, де в лавах націонал-лібералів боровся за деякі зміни в урядовому проекті конституції Північно-Німецького союзу (завдяки йому норма армії для мирного часу у 1 % населення встановлено на термін до кінця 1871 року, а не назавжди, як хотів уряд), але все-таки голосував за конституцію, між тим як прогресисти, роздратовані відсутністю в ній міністерської відповідальності, голосували проти.
Обраний в ландтаг у 1867 році в Кельні, він з'явився в ньому головним кандидатом на президентство; на цей раз прогресисти голосували проти нього, і він пройшов за підтримки націонал-лібералів і консерваторів. В наступні роки він зберігав як місце депутата північнонімецького, потім німецького рейхстагу, так і місце депутата і президента ландтагу. За цей час він став постійним відвідувачем кронпринца, який вважав Форкенбека одним зі своїх найближчих друзів.
У 1872 році він був обраний обер-бургомістром міста Бреславля; слідом за цим він склав з себе повноваження президента і члена палати депутатів, але був посланий Бреславлем до палати панів. На посаді обер-бургомістра він виявив велику енергію і чимало сприяв благоустрою міста. В 1874 році, при пануванні в рейхстазі націонал-ліберальної партії, він був обраний його президентом і набув своєю неупередженістю таку повагу, що був переобраний не тільки в 1877, але і в 1878 році, коли націонал-ліберали втратили своє пануюче положення.
У 1879 році Форкенбек, незадоволений новим протекціоністським напрямком як уряду, так і своєї націонал-ліберальної партії, склав із себе повноваження президента рейхстагу, але залишився депутатом; він намагався спрямувати свою партію в області торговельних питань в колишнє русло, а коли це не вдалося, вийшов з неї; у 1884 році він приєднався до новоствореної партії вільнодумних. Це викликало сильне роздратування проти нього як Бісмарка, так і імператора; останній відмовився приймати Форкенбека, хоча той у 1878 році змінив посаду обер-бургомістра Бреславля на посаду обер-бургомістра Берліна (майже одноголосно переобраний в 1890 році).
Тільки з кронпринцем (майбутнім Фрідріхом III) Форкенбек залишався в дружніх відносинах.
У 1884 році один з округів провінції Саксонії, який обрав Форкенбека в рейхстаг з 1867 року, змінив йому на користь консерватора, і Форкенбек залишився поза рейхстагом, так само як і прусської палати депутатів; в палаті панів він залишився, як представник Берліну. Лише у 1890 році він знову був обраний до рейхстагу в одному із сілезьких округів.
Обер-бургомістром Берліна він залишався до смерті. Берлін йому зобов'язаний електричним освітленням, чудовою організацією трамваїв, значною мірою також своєю чудовою чистотою.